# Teckomatorp (stacja kolejowa)
Teckomatorp (szwedzki: Teckomatorps station) – stacja kolejowa w Teckomatorp, w regionie Skania, w Szwecji. Jest stacją węzłową na Rååbanan i Godsstråket genom Skåne. 
Stacja jest obsługiwana przez Skånetrafiken Pågatågen.

## Linie kolejowe
- Rååbanan
- Godsstråket genom Skåne